# أفضل خان
أفضل خان (بالإنجليزية: Afzal Kahn)‏ هو مهندس وشخصية أعمال بريطاني، ولد في 27 سبتمبر 1974 في برادفورد في المملكة المتحدة.

## العمل
اُعتبر أفضل خان، الذي وُصِفَ بأنه "ملك تخصيص السيارات" من قِبَل مجلة السيارات Autocar، والذي انسحب من مجال الهندسة المعمارية ليتبع شغفه بالسيارات.
في عام 1996، قام خان بتصميم عجلة سبائك RS-R. خان ديزاين، الذي جعل الأضلاع تبدو وكأنها تمتد حتى الحافة، يُعتبر الأول من نوعه في الصناعة. باستخدام رأس المال المستمد من الإنتاج الأولي الذي تم بيعه بالكامل والبالغ عدده 1000 عجلة RS-R، أسس خان A. Kahn Design في برادفورد، غرب يوركشاير بانكلترا في أواخر العقد الثاني من التسعينيات. واصل خان العمل بصفة المدير الإبداعي، حيث قام بإصدار مزيد من تصاميم العجلات، وأضاف تصميمات خارجية وتصميم داخلي لمجموعة منتجات الشركة. كما سعى أيضًا للشراكة مع علامات الأزياء الأخرى للتعاون في تصميمات الداخلية، مثل هاريس تويد.
بحلول عام 2002، خان ديزاين تنوعت في إنتاج تعديلات السيارات الكاملة، مما استدعى الانتقال إلى مرافق جديدة وخاصة في عام 2004، والتي تضمنت ورشة لتصليح الهياكل ومرافق للعمل في مجال تشغيل الجلود. قام خان بشراء بعض سيارات لاند روفر وعندما كانت السيارات في أستوديوهاته أعاد تصميمها وهندستها من جديد.
في عام 2008، اشترى خان لوحة التسجيل "F1" مقابل 440,000 جنيه إسترليني، ما أسفر عن تسجيل رقم قياسي في المملكة المتحدة باعتبارها أغلى لوحة تم بيعها في مزاد علني. وفي عام 2018 تم تقدير نفس رقم اللوحة بقيمة 20 مليون جنية إسترليني.

## التلفزيون والسينما
ظهر خان في الموسم الأول (10 حلقات) من مسلسل التلفزيون "سوبركار ميجابيلد"، الذي عرض على قناة ناشيونال جيوغرافيك. كما تم عرض خان في برنامج "ذا ون شو" على قناة البي بي سي. تمت مقابلته من قبل رائد الأعمال، ثيو بافيتيس. كمحب للأفلام، قدم خان مركبات لعدة أفلام مشهورة، بما في ذلك الفيلم الهوليوودي "حافة الغد" الذي يجمع بين توم كروز، والإثارة "الحالة القصوى" لعام 2017، كما عمل بجانب شركات إيماكس ويونيفرسال للترويج لإصدار الفيلم الرائج "فاست آند فيوريس 8" الذي حقق أرقامًا قياسية.

## التكريمات
في ديسمبر 2014، قدمت جائزة إنجاز العمر إلى خان في حفل جوائز مجلة تاجر السيارات. أدي فريق التحكيم الاعتراف بإنجازاته، مقدرين أنه لمدة أكثر من 20 عامًا، يقوم أفضل خان بتحديد الاتجاهات في مجال موضة تعديل السيارات.
في يونيو 2015، تم تكريم خان بجائزة التصميم والابتكار في جوائز "بيرمنغهام ميد مي". أدركت لجنة التحكيم الاستثمار الكبير الذي تم في مشروع WB12 Vengeance سواء في مجال التصميم أو التصنيع.
1. رجل الأعمال الشاب لعام (1999) من قبل (Business Link)
2. رجل الأعمال والتاجر العالمي من قبل (ABDN) لعام (2004)
3. رجل الأعمال للعام - (2007) من قبل (HSBC Business Awards)
4. جائزة إنجاز العمر (2014) من قبل ( Car Magazine )
5. جائزة التصميم والابتكار & - جوائز بي إم إم للابتكار والتصميم (2015)

## وصلات خارجية
- الموقع الرسمي